# Yohei Hayashi
Yohei Hayashi (林 容平 Hayashi Yohei?), född 16 juli 1989 i Saitama prefektur, är en japansk fotbollsspelare.
Hayashi började sin karriär 2012 i FC Tokyo. 2014 blev han utlånad till Fagiano Okayama och Oita Trinita. Han gick tillbaka till FC Tokyo 2015. 2017 flyttade han till Oita Trinita. 2019 flyttade han till Blaublitz Akita.